# リーンバーン
希薄燃焼（きはくねんしょう）は、内燃機関における理論空燃比よりも薄い（燃料に対して空気が過剰な）混合気の燃焼である。リーンバーン（英: Lean-burn）またはリーン燃焼とも呼ばれる。リーンバーンエンジンにおいて空気:燃料比（空燃比）は65：1（体積比）まで希薄となりうる。対照的に、ガソリンを化学量論的に燃焼させるために必要な空燃比は14.64：1である。リーンバーンエンジンでは空気が過剰なため、（燃え残りの）炭化水素の排出量がはるかに少なくなる。高い空燃比は、絞り（スロットリング）損失（ポンプ損失）といったその他のエンジン出力制御システムによって引き起こされる損失を低減するためにも使われる。

## 概要
ジェットエンジン・ガスタービンの燃焼は、ほとんど全てリーンバーン状態である。ガスタービンエンジンの理論空燃比は、空気:燃料がおおよそ14.7：1であり、熱効率やエンジンの小型化の面ではこの混合比で燃焼させるのが最も望ましいが、実際は60：1程度の薄い混合比で燃焼させている。これは理論空燃比での燃焼では高温になりすぎ、エンジンが耐えられないからである。またエンジンの冷却にも外気が用いられ、冷却用の空気と混合気が混合する事によって、さらに混合気が薄くなる。
レシプロエンジンでは、使用する燃料によって大きく状況が異なる。ディーゼルエンジンに用いられる軽油や重油は、酸素が極端に不足していないかぎり熱するだけで発火する性質を持っているため、ガソリンエンジンのように混合気を圧縮する形態をとらず、吸気行程で空気のみを吸入し、圧縮行程で燃料のみを超高圧で燃焼室内に噴射する。このため、酸素過多の状況でも確実に着火（発火）し、燃焼を終えることができ、特に高負荷でなければ常に希薄燃焼域での運転も可能である。
この特性は燃費の面で有利ではあるが、高温、高圧にさらされる酸素と窒素が多いことから窒素酸化物（NOx）の発生が多く、排出ガス中には余剰酸素と拡散燃焼につきものの粒子状物質も多いため、後処理にガソリンエンジンと同様の三元触媒は利用できず、多段噴射と大量のEGRによるNOx生成の抑制と、尿素SCRシステムやアンモニアを自家生成する触媒を用いた還元作用で排出ガスを浄化している。
自動車用ガソリンエンジンでは、1990年代前半（実際には1970年代後半にごく一部の車種に採用されていた）から、燃費の抑制を目的として低負荷時にリーンバーン運転を行うものが流行したが、排出ガス規制の強化に伴い、2000年代以降はほとんど姿を消した（下記参照）。また、リーンバーン時は充分なトルクが得られないため、旧世代リーンバーンエンジンは、実用上はほぼ化学量論的（ストイキ）燃焼燃焼に依存しており、実効的効果は限定的であった。
現在のガソリンエンジンにおいても経済空燃比として16：1 - 17：1程度のリーンバーンが行われているが、リーンバーンエンジンと呼ばれているエンジンは、20：1近くまで空燃比を上げて燃焼することで、ポンピングロスの減少を図っているものを指す。

## リーンバーンエンジンと排出ガス規制
スロットルを絞った状態で大型ガソリンエンジンを運転する（低負荷運転になる）と吸気行程で外に対して仕事をすることになるが、排気バルブを開けた時点でその仕事は取り戻せなくなる。希薄燃焼は、スロットルの絞りを減らす一方で、混合するガソリンの量を増やさずに燃焼を安定させる技術であった。具体的には強いスワール（横渦）やタンブル流（縦渦）を起こし、白金プラグで強力な点火火花を発生させていた。当時は筒内直噴ガソリンエンジンも同じ狙いで設計されていた。
ところが、酸素過多の状態で燃焼させるため、ディーゼルエンジンと同様に窒素酸化物の発生が問題となった。当初は、NOx吸蔵還元触媒を装備することで解決を試みたものもあった。
平成19年排出ガス規制（2007年）でガソリン車が規制の対象に加わり、さらに平成21年排出ガス規制（ポスト新長期規制、2009年）では「リーンバーン直噴車」が、ディーゼル微粒子捕集フィルター（DPF）を装着したディーゼル車と同程度以上に粒子状物質（PM）を排出している実態を踏まえ、リーンバーン直噴車に対してもディーゼル車と同等の規制が導入された。これらの規制強化とともにリーンバーンエンジンは廃れていった。

## 原理
希薄燃焼（リーンバーン）モードは絞り損失を低減する方法の1つである。典型的な車両のエンジンは加速のために望ましい出力を与える排気量で製造されているが、通常の一定速度運転においてはその点より下で十分に稼動しなければならない。普通、出力はスロットル（絞り）を部分的に閉じることによって抑えられる。しかしながら、スロットルを通って空気を吸入/排出（ポンピング）する際に成される余剰な仕事は効率を低下させる。空燃比を低下させると、スロットルが完全に開いた状態に近い時に得られる出力がより低くなり、通常の走行（エンジンの最大トルク能力以下）時の効率がより高くなりうる。
希薄燃焼のために設計されたエンジンはより高い圧縮比を利用でき、したがって従来のガソリンエンジンで見られるよりも高い能力、燃料効率、低い排出炭化水素量がもたらされる。非常に高い空燃比を持つ超希薄混合は直噴エンジンによってのみ達成することができる。
希薄燃焼の主な欠点は、NOx（窒素酸化物）排出を低減するために複雑な触媒コンバータが必要とされることである。リーンバーンエンジンは現代的な三元触媒コンバータではうまく作動しない。三元触媒は酸化還元反応を行なうため触媒の入り口で汚染物質の平衡を必要とする。そのため、ほとんどの現代エンジンは化学量論点あるいはその近傍で巡航（コーストダウン運転）する傾向にある。

## 歴史
日本における希薄燃焼エンジンは1938年に長距離飛行の世界記録を樹立した航研機のために開発されたのが始まりだった。使用されたエンジンはBMW9型エンジンを改造したもので、東京帝国大学航空研究所の高月竜男によって研究開発が行われた。世界的にも異例であった17：1 - 18：1という空燃比を実現するため、排気バルブを中空として小型ルーツブロワを使って空気を送り込み、揮発性の高い特殊ガソリンを使用した。
1970年代には自動車の排出ガス浄化のために三元触媒が使用されるようになったが、排気に含まれるCO、HC、Noxの総量を減らして触媒の負荷を下げ、触媒の劣化を最小限にするための前提技術として希薄燃焼が用いられている。

## 高馬力ガスエンジン
希薄燃焼の概念は、天然ガス、バイオガス、液化石油ガスを燃料とする高馬力エンジンの設計のためにもしばしば使われる。これらのエンジンは、エンジンが負荷やエンジン速にかかわらず薄い空燃混合気を使って作動するフルタイム希薄燃焼と、エンジンが低い負荷時および高いエンジン速でのみ希薄燃焼で作動し、その他の場合は化学量論的な混合気に戻るパートタイム希薄燃焼のいずれでもあり得る。
高馬力希薄燃焼ガスエンジンは完全燃焼のために理論的に必要な量の2倍の空気を燃焼チャンバーへと送り込むことができる。極めて薄い空燃混合気はより低い燃焼温度をもたらし、したがってNOx形成も低くなる。希薄燃焼ガスエンジンはより高い熱効率をもたらすが、過渡応答および性能は特定の状況において損われうる。しかしながら、North American Repowerのような企業による燃料制御と閉ループ技術の進歩によってCARB認証を受けた最新の希薄燃焼大型エンジンが生産され、商用車に使用されている。希薄燃焼ガスエンジンはほとんど常にターボチャージャー付きであり、これによって高い燃焼温度のため化学量論（ストイキ）エンジンでは得ることがでいない高い出力とトルクがもたらされる。
高馬力ガスエンジンはシリンダーヘッド内で予備燃焼室を利用するかもしれない。希薄なガス空気混合気は初めにピストンによって主燃焼室内で高度に圧縮される。より濃いが、より小さな体積のガス/空気混合気は予備燃焼室へと導入され、火花プラグによって点火される。火炎前面はシリンダー内の希薄なガス空気混合気に広がる。
この2段階希薄燃焼はNOxが低く、粒子状物質も排出しない。より高い圧縮比が達成されるため熱効率はより高い。
高馬力希薄燃焼ガスエンジンの製造会社には、MTU、カミンズ、キャタピラー、MWM、GEイェンバッハ、MANエナジー・ソリューションズ、バルチラ、三菱重工業、ドレッサー・ランドGuascor、ウォーケシャー・エンジン、ロールス・ロイス・ホールディングスがある。

## ガソリンエンジン

### クライスラー
1976年から1989年にかけて、クライスラーは多くの車両にエレクトロニック・リーンバーン（Electronic Lean-Burn、電子的希薄燃焼、ELB）システムを搭載した。本システムは火花制御コンピュータならびに様々なセンサーおよびトランスデューサーから構成される。コンピュータは吸気負圧、エンジン速、エンジン温度、経時的な絞りの位置、および吸入空気の温度に基づいて点火時期（タイミング）を調節する。ELBが搭載されたエンジンは従来形の負圧および遠心点火時期前倒し機構なしにタイミングが固定されたディストリビューターを使用した。ELBコンピュータはイグニッションコイルを直接的に動作させ、これによって別の点火モジュールの必要性がなくなった。
ELBは開ループ制御版と閉ループ制御版の両方が生産された。開ループシステムは多くの車両について触媒コンバータなしに、1976年と1877年の米国連邦排ガス規制、1980年までのカナダの排ガス規制に合格するのに十分クリーンな排出ガスを出した。ELBの閉ループ版は酸素センサーとフィードバックキャブレターを使用し、1981年により厳しい排ガス規制が開始されると生産に移行した。しかし、開ループELBは排ガス規制が緩い市場において、メキシコのダッジ・スピリットといった車で1990年まで使われた。ELBに導入された点火制御、エンジンパラメータ感知、エネルギー変換戦略は、スロットルボディ燃料噴射を搭載したクライスラー車に1995年まで使われ続けた。

### ホンダ
現在生産されている自動車で利用可能な最新の希薄燃焼技術の1つは、非常に精密な燃料噴射の制御、燃焼室内で作り出される強い空気-燃料渦、新しいリニア空気-燃料（Linear Air-Fuel; LAF）センサー、「リーンバーン」条件下で増大するNOx排出をさらに低減し、NOx排出要件を満たすために希薄燃焼用NOx触媒を使用する。
希薄燃焼へのこの層状給気手法は、空燃比がシリンダーのあらゆる場所で等しくないことを意味する。代わりに、燃料噴射と吸入動態の精密な制御によって、点火プラグ端により近いほど燃料濃度をより大きく（濃く）することができる。この濃度勾配が完全燃焼のための点火の成功と火炎伝播速度に必要である。シリンダーの吸入気の残りは徐々に希薄になり、全体の平均空燃比は最大22：1で、希薄燃焼のカテゴリーに入る。
希薄燃焼を使用したより古いホンダエンジンは、平行燃料・吸気システムを持つことによってこれを達成した。このシステムは予備燃焼室に初期燃焼のための「理想」比を供給する。この燃焼混合気が次に主燃焼室へと進み、そこでより体積が大きく、より薄い混合気を着火することで十分な出力を与える。この設計が生産されていた当時、このシステム（CVCC、Compound Vortex Controlled Combustion）は主に触媒コンバータを必要とせずにより低い排出物を可能にした。これらはキャブレター付きのエンジンであり、その相対的な「不正確さ」が燃費を制限していたが、現在ではMPI（Multi-Port fuel injection）により、より高い燃費も可能となった。
より新しいホンダの層状給気希薄燃焼エンジンは22：1と高い空燃比で稼動する。エンジンに引き込まれる燃料の量は、空燃比14.7：1で稼動する典型的なガソリンエンジンよりもかなり低い。14.7：1という空燃比は、C8H18の石油業界で受け入れられている規格にガソリンを平均化した時の完全燃焼のための化学量論的理想値である。
この希薄燃焼能力は、物理学の限界と、現在のガソリンエンジンに適用される燃焼の化学的性質から、軽負荷で低回転の状態に限定されなければならない。より希薄なガソリン燃料混合気は燃焼速度がより遅く、パワーを出すためには排気バルブが開くまでに燃焼が「完了」していなければならないため、「最高」速度のカットオフポイントが必要となる。
| 1991–95   | シビックETi              | D15B | 930  | 4.8 | 20.8 | 45   | 938  | 5速マニュアル、3ドアハッチバック、VTEC-E        |
| 1995–2000 | シビックHX（北米）       | D15B | 1010 | 5.0 | 20.0 | 45   | 900  | 5速マニュアル、3ドアハッチバック、3ステージVTEC |
| 1995–2000 | シビックVi               | D15B | 1030 | 5.3 | 18.9 | 45   | 849  | 5速マニュアル、5ドアセダン、3ステージVTEC       |
| 2000-2006 | インサイト               | ECA1 | 838  | 3.4 | 29.4 | 40.2 | 1194 | 5速マニュアル、エアコンなし                     |
| 2003–06   | ストリーム・アブソルート | K20B | 1470 |     | 15.0 | 55   | 825  | RN5型。CVT。                                    |

### トヨタ
1984年、トヨタはトヨタ希薄燃焼方式 (T-LCS: Toyota Lean Combustion System) を実用化し、4A-ELUエンジン搭載車を日本市場に導入した。1987年にはトヨタ希薄燃焼方式の高性能4バルブツインカム・4A-Eエンジンを発表した。これはリーンミクスチャセンサーと共にリーンバーン制御システムを使用した世界初のエンジンであった。トヨタはこれを「TTC-L」（トヨタトータルクリーン・リーン・バーン）と呼んだ。日本においてトヨタ・カリーナT150（それ以前に使用されていたTTC-V排気再循環アプローチを置き換え）、トヨタ・カローラE80、トヨタ・スプリンターで使われた。理論空燃比よりも薄い空燃比を検出するために排気系内に希薄混合気センサーが提供される。次にこの検出シグナルを使ったコンピュータによって燃料噴射体積が精密に制御されて希薄空燃比フィードバックが達成される。最適な燃焼のために以下の項目が適用される: 個別のシリンダーに対して噴射体積とタイミングを正確に変化させるプログラム独立噴射、希薄混合気の点火性能を改善するための白金プラグ、高性能点火装置。
1587 cc 4A-FEおよび1762 cc 7A-FE 4気筒エンジンのリーンバーン版は気筒毎に2つの吸気バルブと2つの排気バルブを持つ。トヨタはリーンバーン稼動時に流量を制限するために一連のバタフライバルブを使用する。これによって燃焼室内で大量の渦が作られる。インジェクターは従来のインテークマニホールドではなく、ヘッドにマウントされる。圧縮比は9.5：1。1998 cc 3S-FSEエンジンは直噴ガソリンリーンバーンエンジンである。圧縮比は10：1。
4代目ヤリスに搭載される1KR-FEエンジン（996 cc 直列3気筒 DOHC）は全域でリーンバーン運転を行う。
| 1984–88   | トヨタ・カリーナT150 1600SG | 4A-ELU | 950  | 5.6 | 17.0 | 60 | 1056 | 5速マニュアル  |
| 1988–92   | カリーナT170系、T190系      | 4A-FE  |      |     |      |    |      |                |
| 1994–96   | カリーナSG-i SX-i           | 4A-FE  | 1040 | 5.6 | 17.6 | 60 | 1056 | 5速マニュアル  |
| 1994–96   | カリーナSG-i SX-i           | 7A-FE  | 1040 | 5.6 | 17.6 | 60 | 1056 | 5速マニュアル  |
| 1996–2001 | カリーナSi                  | 7A-FE  | 1120 | 5.5 | 18.0 | 60 | 1080 | 5速マニュアル  |
| 1996–2000 | コロナプレミオE             | 7A-FE  | 1120 | 5.5 | 18.0 | 60 | 1080 | 5速マニュアル  |
| 1998–2000 | コロナプレミオG             | 3S-FSE | 1200 | 5.8 | 17.2 | 60 | 1034 | オートマチック |
| 1996–97   | カルディナFZ CZ             | 7A-FE  | 1140 | 5.6 | 17.6 | 60 | 1056 | 5速マニュアル  |
| 1997–2002 | カルディナE                 | 7A-FE  | 1200 | 5.6 | 17.6 | 60 | 1056 | 5速マニュアル  |
| 1997–2002 | カローラスパシオ            | 7A-FE  |      |     |      |    |      | オートマチック |

### ダイハツ
ダイハツはトヨタから技術供与を受け、TTC-Lをベースとした希薄燃焼方式DECS-Lを開発した。ダイハツ自製エンジン（AB型）を搭載するフェローMAX 550やマックスクオーレ、ダイハツ・シャレード、ダイハツ・デルタワイドワゴン等に採用され、昭和53年規制に適合した。

### スズキ

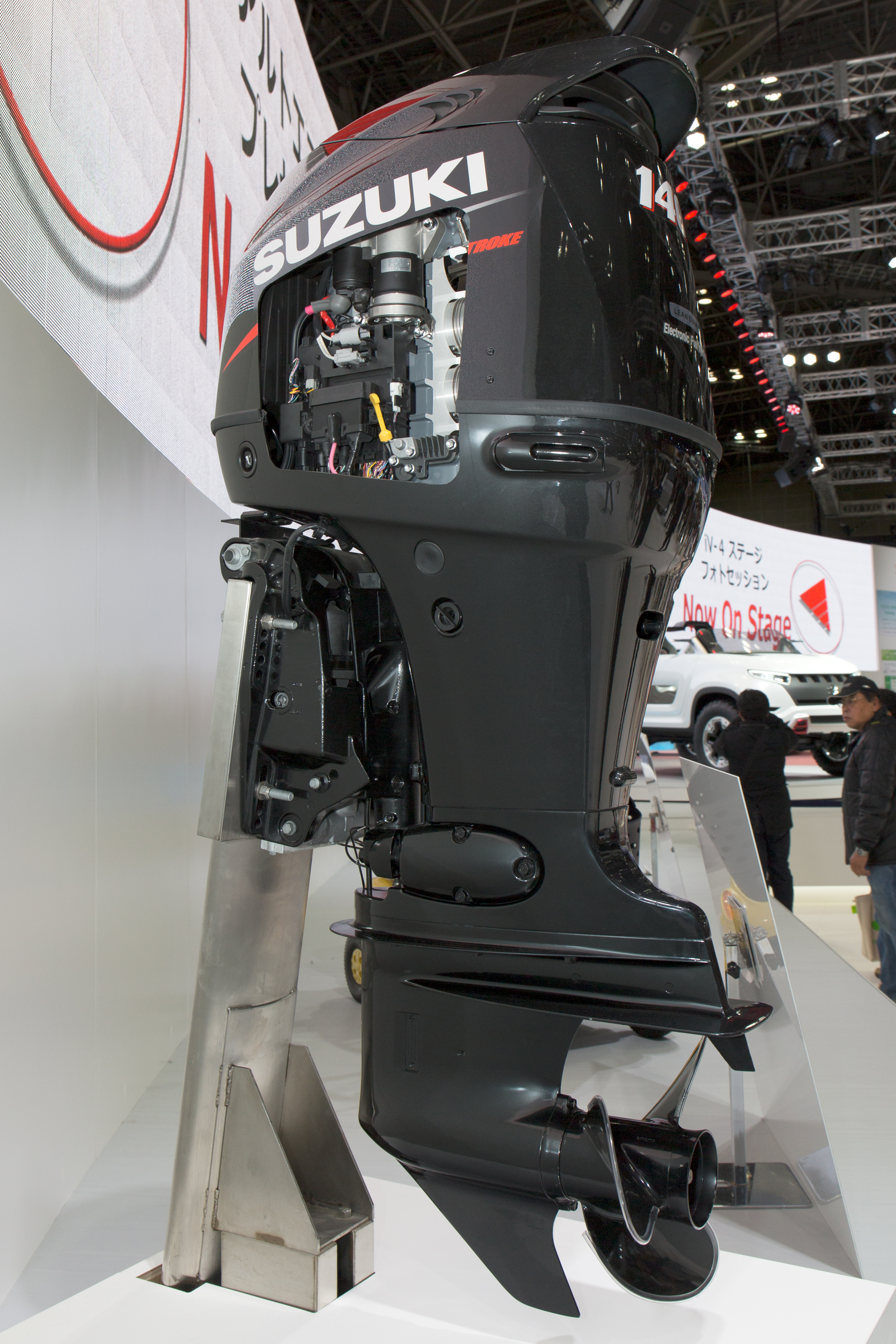
DF140A、スズキ・リーンバーン制御システムを使用した船外機。

K6Aリーンバーンエンジンを搭載したアルトScリーンバーン（1999年）やアルト660エポ・リーンバーンエンジン仕様（2002年 - 2004年）が発売された。
船外機
スズキは希薄燃焼技術を船外機に適用した。このスズキ・リーンバーン制御システムによって空燃比は最大18:0に達する。

### 日産
日産のQGエンジンは、可変バルブ機構とオプションでNEO Di直噴を備える希薄燃焼DOHC4バルブ設計である。1497 cc QG15DEは圧縮比9.9：1、1769 cc QG18DEは圧縮比9.5：1を持つ。
その他リーンバーン版が開発されたエンジンは、RB20DE NEOストレート6、VQ20DE、VQ25DE、GA15DE、SR18DE。これらのリーンバーン仕様エンジンは排出ガス規制に対応するため廃止された。
| 1998–2001 | サニー       | QG15DE | 1060 | 5.3 | 18.9 | 50 | 943  | 5s速マニュアル、4ドアセダン |
| 1998–2001 | ブルーバード | QG18DE | 1180 | 5.8 | 17.2 | 60 | 1035 | 5速マニュアル、4ドアセダン  |
| 1998–2001 | プリメーラ   | QG18DE | 1180 | 5.8 | 17.2 | 60 | 1035 | 5速マニュアル、4ドアワゴン  |

### 三菱
1991年、三菱自動車は「MVV（Mitsubishi Vertical Vortex）」希薄燃焼システムを開発し、生産を始め、三菱の1.5 L 4G15直列4気筒シングルオーバーヘッドカム 1468 ccエンジンで初めて使われた。このバーティカルボルテックスエンジンは600 rpmのアイドル回転数と9.4：1の圧縮比を持つ（従来版はそれぞれ700 rpmと9.2：1）。希薄燃焼MVVエンジンは25：1まで高い空燃比で完全燃焼を達成することができ、これによってベンチテスト（日本の10モード）において同じ排気量の従来型MPI動力装置と比較して燃費が10-20%向上する。これはCO2が低下することを意味する。
三菱のMVVシステムの中心はリニア空燃比排気ガス酸素センサーである。単一の空燃比に設定された実質的にオン/オフスイッチである標準の酸素センサーと比較して、リーン酸素センサーはおよそ15:1から26:1の範囲の空燃比を測定する。
それ以外の点では希薄混合気の遅い燃焼を加速するために、MVVエンジンはシリンダー毎に2つの吸気バルブと1つの排気バルブを使用する。独立した特殊形状（ツインインテークポートデザイン）の吸気ポートは同じ大きさであるが、インジェクターからの燃料を受けるのは1つのポートだけである。これによって吸気行程中に燃焼室内に同一の大きさ、強さ、および回転速度の2つの縦渦（バーティカルボルテックス）が作られる。1つは空気の渦、もう1つは空燃混合気の渦である。2つの渦はまた、圧縮行程のほとんどの間、独立した層であり続ける。
圧縮行程の終わり近く、2つの層は均一な微小乱流へと崩壊し、これが希薄燃焼特性を効果的に促進する。より重要なことに、点火は別々の層の崩壊の初期段階の個々の層の大部分がまだ存在している時点で起こる。点火プラグ空燃混合気から成る渦のより近くに位置しているため、点火はペントルーフ型燃焼室の燃料密度がより高い領域で起こる。炎は次に小乱流を介して燃焼室の至るところへ広がる。これにより、通常の着火エネルギーでも安定した燃焼が可能となり、希薄燃焼が実現される。
エンジンコンピュータは全てのエンジン稼動条件—希薄燃焼（巡航）から最も濃い燃焼（強い加速）とそれらの間の全ての点—のための最適空燃比を保存する。全範囲酸素センサー（初めて使われた）は、コンピュータが燃焼伝達を適切に制御することを可能とする必須の情報を与える。
1996年、三菱自動車は量産自動車世界初のリーンバーンガソリン直噴エンジン（GDIエンジン）4G93（1996年 - 2007年）を実用化し、日本国内向けのギャランとレグナムに搭載した。しかし、高い製造コストと期待されたほど燃費性能が発揮されないこと、さらに日本国内でのNOx規制に対応できなかったことから搭載車種を徐々に減らし、2007年に製造を終了した。

### SUBARU
SUBARU（スバル）はHC（炭化水素）およびCOの抑制のために希薄燃焼を利用したSEEC-T技術を開発し、初代レオーネに搭載のEA63エンジン（1975年以降）やEA71エンジン（初期型のみ）に利用した。
スバルのEJ20型エンジンには希薄燃焼仕様のEJ20Nが存在し、2代目レガシィ（1996年）や初代フォレスター（2000年）にリーンバーンモデルが導入された。
2020年10月に発表された2代目レヴォーグは新開発の1.8L直噴ターボ（DIT）希薄燃焼エンジンであるCB18型を採用した。CB18エンジンはλ（空気過剰率。空燃比/理論空燃比）= 2を達成している。CB18エンジンはNOx貯蔵フィルターに付着する硫黄成分を除去するために最低でも18,000 km走行毎に70 km/hで5分以上走行するかフィルタの特殊洗浄を行わなければならない。

### マツダ
8代目ファミリア（1994年 - 1999年）にはZ-LEAN（ゼットリーン）と名付けられた希薄燃焼モデルが設定された（Z5-DEL型 1.5L 直4 DOHCリーンバーン）。
マツダは火花点火制御圧縮着火（SPCCI）を実用化することで高い圧縮比（欧州仕様は圧縮比16.3、日本仕様は15.0）とλ=2を超える32-40：1での超希薄燃焼（スーパーリーンバーン）を達成したSKYACTIV-Xを2019年に発表した。

### BMW
BMWはN43エンジン（2007年 - 2011年）とN53エンジン（2006年 - 2013年）で希薄燃焼を導入した。しかし、排ガスのNOx（窒素酸化物）処理用に搭載したNOx吸蔵還元触媒では厳しくなる排ガス規制への対応が難しいため、数年で希薄燃焼エンジンから撤退した。

### ダイムラー
ダイムラーのM274エンジン（2012年- ）は成層燃焼リーンバーンとターボを組み合わせた世界初の燃焼システムを採用した。M276エンジン（2011年- ）もリーンバーンに対応する。

## ディーゼルエンジン
全てのディーゼルエンジンは全体積に関して希薄燃焼していると見なすことができる。しかしながら、燃料および空気は燃焼前によく混合されない。燃焼のほとんどは燃料の小滴周辺の濃い領域で起こる。局所的に濃い燃焼は粒子状物質（PM）排出の原因である。

## モータースポーツ
ダウンサイジングコンセプトの波がモータースポーツ界に押し寄せ、大排気量自然吸気から小排気量ターボエンジンが主流になると、エンジンの性能調整もエアリストリクターによる吸気制限から、燃料リストリクターによる燃料流量の制限へと変化した。
燃料流量が一定に制限されている中でライバルよりも大きなパワーを引き出すため、リーンバーンは必須の技術となっている。F1やGT500ではこれを実現するため、副燃焼室を設けて一旦少量の濃い混合気に点火する、プレチャンバー技術の研究が進められている。